# Myrmecotypus lineatipes
Myrmecotypus lineatipes är en spindelart som beskrevs av Arthur M. Chickering 1937. Myrmecotypus lineatipes ingår i släktet Myrmecotypus och familjen flinkspindlar.
Artens utbredningsområde är Panama. Inga underarter finns listade i Catalogue of Life.